# NGC 6532
NGC 6532 في الفهرس العام الجديد، هي مجرة، تقع في كوكبة التنين. اكتشفت في 19 سبتمبر 1886 بواسطة إدوارد د. سويفت.

## روابط خارجية
- NGC 6532 على موقع ويكي سكاي: DSS2, SDSS, GALEX, IRAS, Hydrogen α, X-Ray, Astrophoto, Sky Map, Articles and images